# Колонії доброзичливості
Колонії доброзичливості — це сім будівельних комплексів колишніх внутрішніх голландських і бельгійських колоній, розташованих у провінціях Дренте, Оверейсел і Антверпен у тодішньому Сполученому Королівстві Нідерландів. Вони були засновані в 1818 році Товариством доброзичливості для боротьби з панівною бідністю. Цей проект був унікальним для Європи соціальним експериментом і поклав початок Нідерландам як державі добробуту.

## історія

### Світова спадщина
Чотири з цих колоній були спільно додані до Списку світової спадщини ЮНЕСКО під час 44-ї сесії Комітету всесвітньої спадщини у Фучжоу в липні 2021 року. Не всі колонії є частиною світової спадщини; обраними колоніями є Фредеріксорд, Вільгельмінаорд і Венхейзен у Нідерландах і колонія у Вортелі в Бельгії.
Разом ці чотири колонії є свідками експерименту 19-го століття в соціальній реформі, яка намагалася пом'якшити міську бідність шляхом створення сільськогосподарських колоній у віддалених місцях. Заснована в 1818 році, колонія Фредеріксорд є першою колонією та домівкою для початкової штаб-квартири Товариства доброзичливості, асоціації, яка прагнула зменшити бідність на національному рівні. Оскільки дрібні ферми колоній не приносили достатнього доходу, Товариство доброзичливості шукало інші джерела доходу. Вона уклала з державою контракти на розміщення дітей-сиріт, а невдовзі — жебраків і бродяг. Це призвело до створення «невільних» колоній, таких як Венхейзен, із великими гуртожитками та більшими централізованими фермами. Жителі мусили працювати там під наглядом охоронців. Колонії були спроектовані як паноптичні поселення вздовж ортогональних ліній. У них є житлові будинки, ферми, церкви та інші об’єкти комунального призначення. На піку свого розвитку в середині 19 століття в таких колоніях в Нідерландах проживало понад 11 000 осіб. У Бельгії їх кількість досягла максимуму в 6000 у 1910 році.

## Музеї
Є три музеї, які розповідають дещо про історію Колонії доброзичливості:
- Тюремний музей: цей музей зосереджений на виправній колонії у Венхейзені.
- Музей колоністів De Proefcolony у Фредеріксорді: цей музей присвячений колоніям у Дренте.
- Центр для відвідувачів Колонії 5-7 у Хогстратені: цей центр для відвідувачів демонструє історію колоній у сучасній Бельгії.

## Галерея

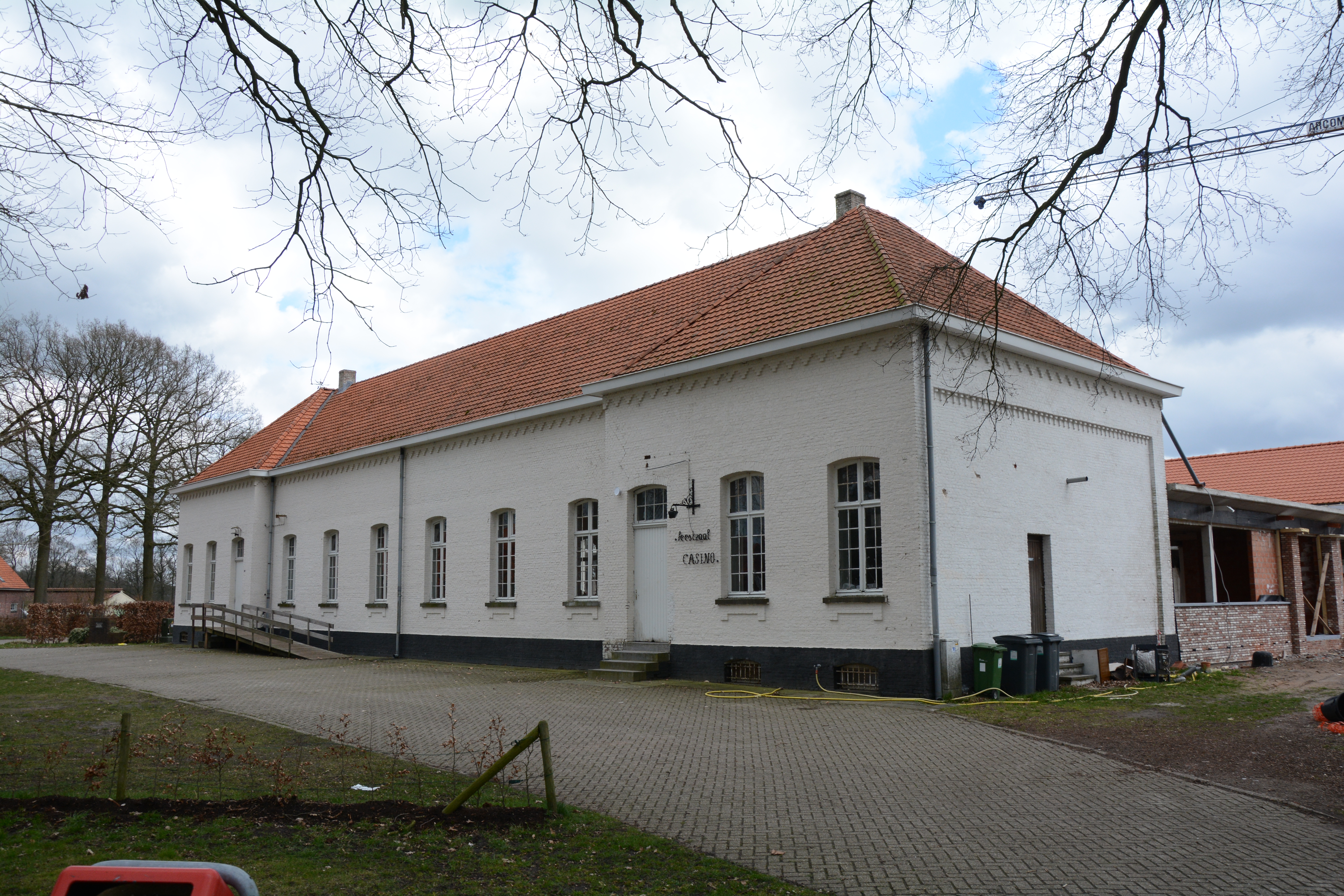
Вортель
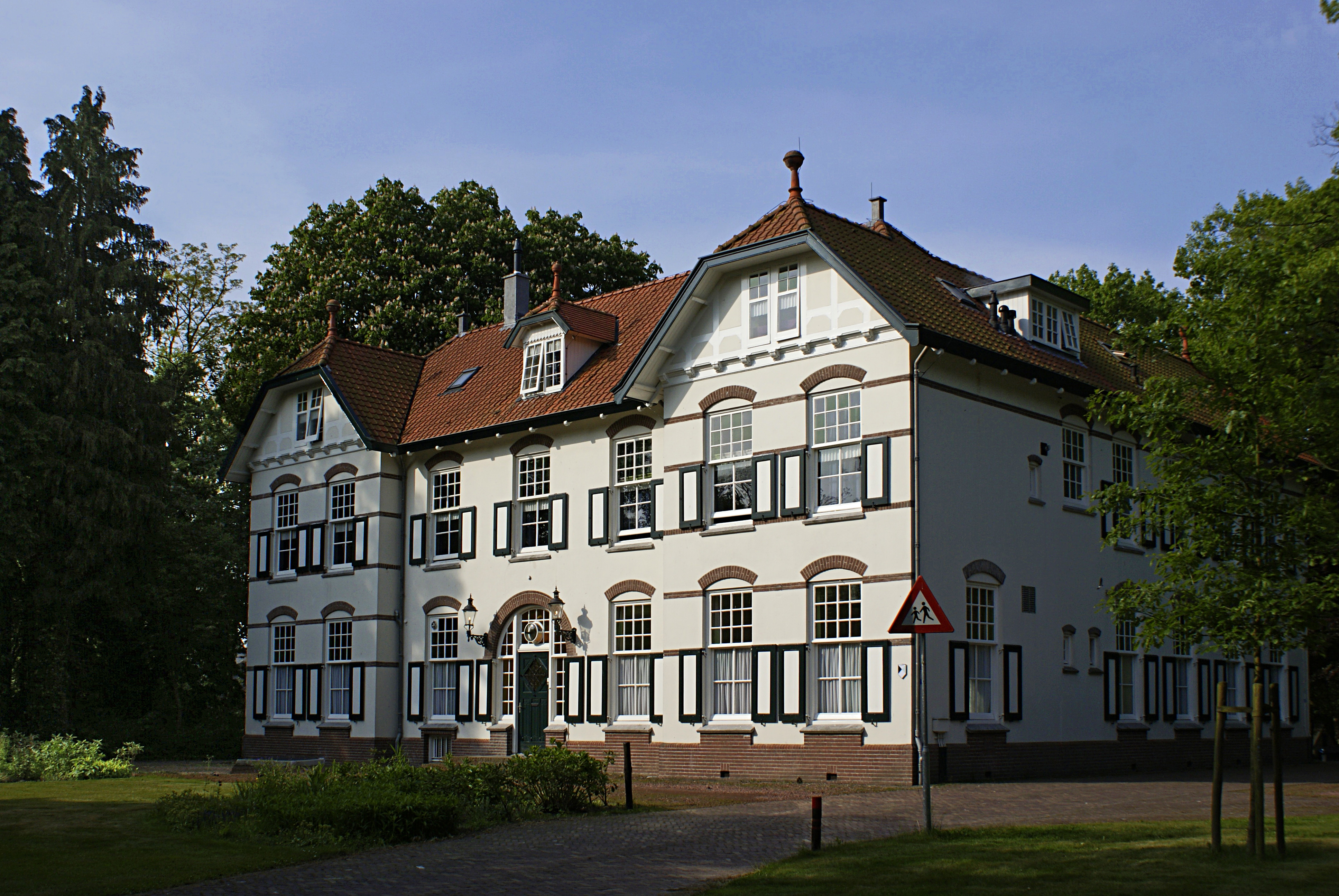
Вільгельмінаорд
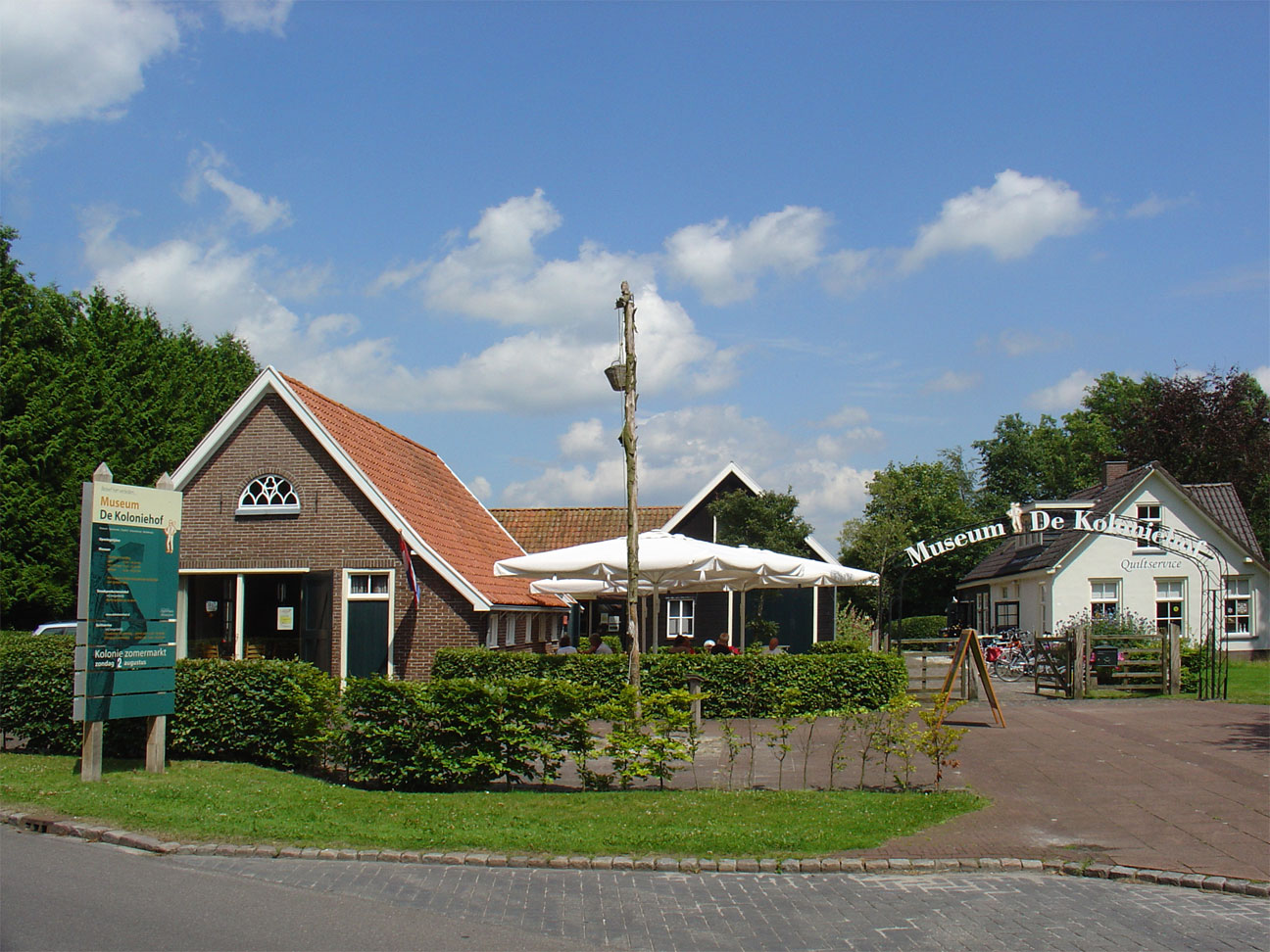
Фредеріксорд
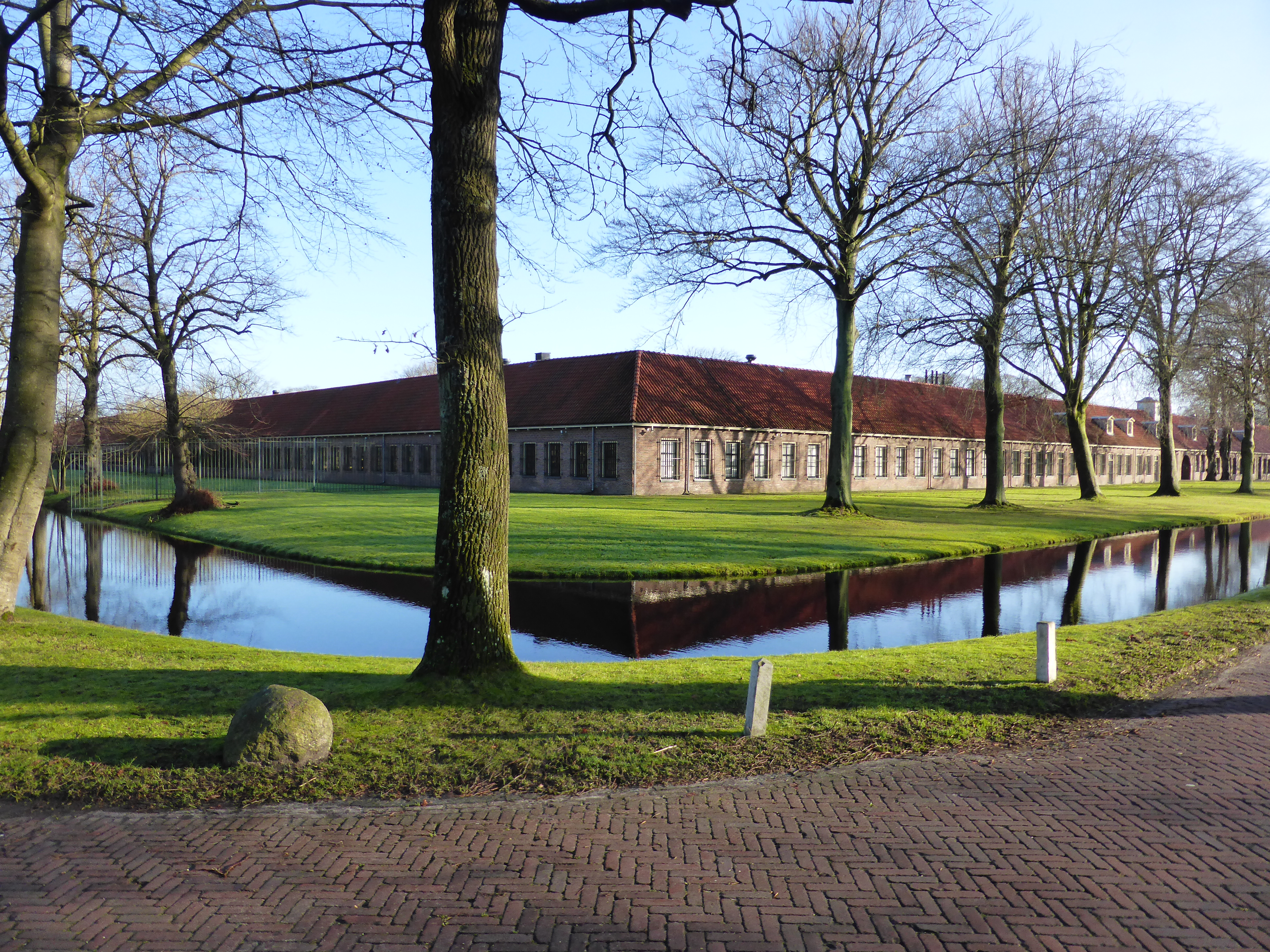
Венхейзен